# فيليب وايلي
فيليب وايلي (بالإنجليزية: Philip Wylie)‏ (12 أبريل 1902 في الولايات المتحدة - 25 أكتوبر 1971، ميامي في الولايات المتحدة)؛ مؤلِّف، كاتب مسرحي وروائي أمريكي. درس في جامعة برنستون.

## روابط خارجية
- فيليب وايلي على موقع IMDb (الإنجليزية)
- فيليب وايلي على موقع قاعدة بيانات الفيلم (الإنجليزية)